# 밴 윌리엄스

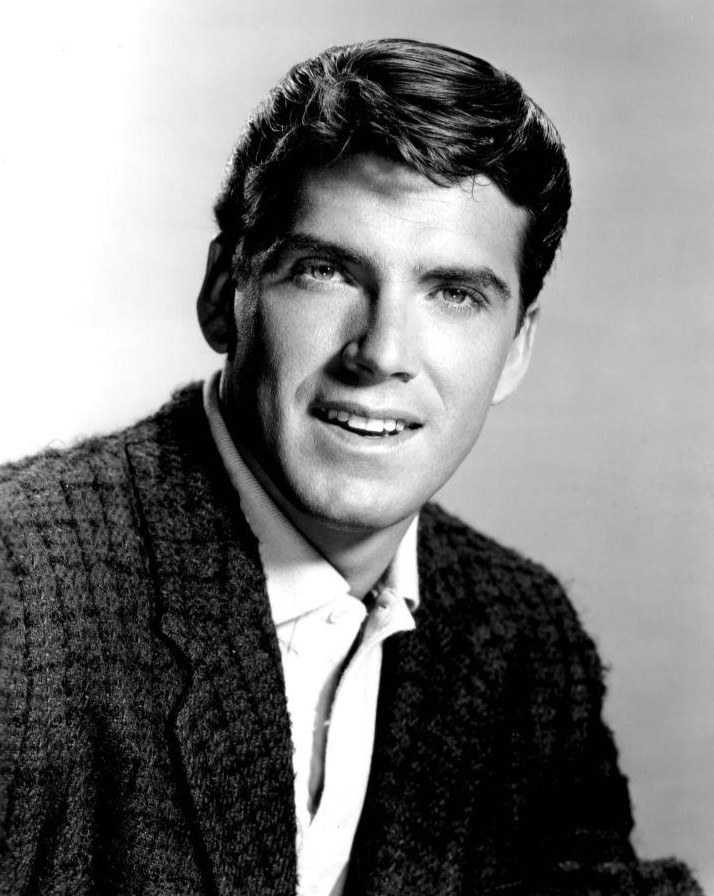

밴 윌리엄스(Van Williams, 1934년 2월 27일 ~ 2016년 11월 28일)는 미국의 배우, 텔레비전 배우, 영화배우이다.
포트워스에서 태어났으며 스코츠데일에서 사망하였다. 사인은 신부전이다.

## 방송
- 그린 호넷

## 영화
- 무술의 달인 이소룡 일대기 (1993년) - 본인 역
- 드래곤 (1993년)
- 이소룡과 쿵후 매니아 (1992년)
- 불타는 서부 - 78년 시리즈 (1978년)
- 그린 호넷 (1974년)
- 샌프란시스코 수사반 (1972년)
- 그린 호넷 - 시리즈 (1966년)
- 배트맨 - 66년 TV 시리즈 (1966년)
- 배트맨 (1966년)
- 케어테이커 (1963년)
- 선셋 77번가 (1958년)